# 張茶
張茶（越南语：／；？年—1571年），越南廣南國時期將領。

## 生平
張茶早年經歷不詳，後追隨阮潢入鎮順廣，官至副將，封茶郡公。當時阮潢被鄭主鄭松忌恨，密令順化處官員美良、文闌、義山兄弟三人偷襲武昌縣（今廣治省肇豐縣）的阮潢駐地。
正治十四年（1571年）七月，文闌、義山二人埋伏於明靈州，美良率兵埋伏於海陵縣瓦橋處，打算偷襲阮潢。阮潢事先知道了他們的計畫，派張茶進攻義山，自己領兵進攻美良。張茶追擊敵兵至福市社，被義山射死。他的妻子陳氏憤怒不已，換上男人服飾領兵督戰，在陣前射殺了義山。文闌兵敗，北上投奔鄭主。
兵亂平定後，阮潢冊封陳氏為郡夫人。後人在陳氏的家鄉鹽場社（今承天順化省富祿縣榮興社鹽場村）建祠供奉張茶、陳氏夫婦。嘉隆四年（1805年），張茶夫婦因平定美良之亂的功勞，被列為二等功臣，蔭授子孫一人世襲次隊長，主持祭祀事宜，並給六畝祀田，墓夫三人，作為祭祀之用。此後，張茶和郡夫人陳氏因“稔著靈應”，多次被阮朝朝廷封賜神號。
時至今日，鹽場村仍有張茶夫婦的墳墓，墓前立有兩塊墓碑，分別題作“皇朝誥授指揮使清河郡張貴公諡忠良之墓”和“皇朝誥授張指揮使京兆郡茶郡公夫人諡貞節之墓”，兩塊墓碑右邊題有時間“龍昇丁亥十月吉日”，左邊落款為“塩塲社敕豪兵民等仝拜誌”。